# 대한민국 고위공직자범죄수사처
고위공직자범죄수사처(高位公職者犯罪搜査處, Corruption Investigation Office for High-ranking Officials, 공수처)는 3급 이상 고위직 공무원 등의 직무 관련 범죄에 대해 수사, 공소 제기 등의 업무를 수행하는 대한민국의 수사기관이다.
처장과 차장은 특정직공무원으로 보한다.

## 직무
「고위공직자범죄수사처 설치 및 운영에 관한 법률」 제3조는 공수처의 역할로 고위공직자 범죄 등에 관하여 다음 사항에 필요한 직무를 독립적으로 수행한다고 규정되어 있다. 구체적으로 고위공직자 범죄 등에 관한 수사와 대법원장·대법관, 검찰총장, 판사 및· 검사, 경무관 이상 경찰공무원이 범한 고위공직자 범죄 및 관련 범죄의 공소에 관한 직무를 말한다.
이때 고위공직자 범죄는 고위공직자로 재직할 당시의 본인 혹은 그 가족이 저지른 「형법」, 「특정범죄 가중처벌 등에 관한 법률」, 「변호사법」, 「정치자금법」, 「국가정보원법」, 「국회에서의 증언·감정 등에 관한 법률」을 위반한 범죄를 말한다. 또한 상술한 범죄의 종류 중 「형법」, 「특정범죄 가중처벌 등에 관한 법률」, 「변호사법」, 「정치자금법」을 위반하여 얻은 「범죄수익은닉의 규제 및 처벌 등에 관한 법률」상 범죄수익을 은닉·가장·수수한 경우도 포함한다. 한편, 관련 범죄란 고위공직자와 「형법」상 공동정범·교사범·종범의 관계에 있는 사람이 고위공직자 범죄를 저지른 경우, 고위공직자를 상대로 「형법」상 뇌물공여·배임수증재의 범죄를 저지른 경우, 고위공직자 범죄와 관련하여 「형법」상 범인은닉·위증과 모해위증·허위의 감정-통역-번역, 증거인멸·무고의 범죄를 저지른 경우, 고위공직자 범죄를 수사하는 과정에서 인지한 고위공직자 범죄와 직접 관련성이 있는 범죄로 해당 고위공직자가 저지른 범죄를 말한다.

### 다른 수사기관과의 관계
다른 수사기관이 담당하는 범죄 수사에 대해 공수처가 스스로 공수처가 수사하는 것이 적절하다고 판단할 때는 이첩을 요청할 수 있고 이때 수사기관은 이에 응해야 한다. 또한 다른 수사기관이 고위공직자 범죄와 관련 범죄를 인지한 경우 이 사실을 공수처에 통보해야 한다. 다만, 처장은 고위공직자 범죄라도 다른 수사기관이 수사하는 것이 적절하다고 판단할 때에는 이첩할 수 있다.
공수처 소속 검사의 범죄 혐의가 발견되면 대검찰청에 통보해야 한다. 또한 대법원장·대법관, 검찰총장, 판사 및· 검사, 경무관 이상 경찰공무원 이외의 고위공직자와 관련된 범죄는 서울중앙지방검찰청에 통보해야 한다.

### 독립기관
공수처는 독임제 행정기관으로, 헌법재판소에 따르면 중앙행정기관이면서도 대통령 등의 구체적인 지휘·감독을 받지 않는 독립기관에 해당한다.
국민의힘은 2020년 2월 공수처가 권력분립원칙에 반하는 초헌법적 국가기관이라며 「공수처법」에 대한 헌법소원심판을 청구했다. 이에 헌법재판소는 "관할권의 범위가 전국에 미치는 중앙행정기관으로 보는 것이 타당하다"고 판시하면서도 "행정 각부에 속하지 않는 독립된 형태의 행정기관을 설치하는 것이 헌법상 금지된다고 할 수 없다"라며 합헌 결정을 내렸다. 어떤 기관이 중앙행정기관인지의 여부는 정부조직법 제2조 제2항 등에 따라 형식적으로 규정되는 것이 아니라, 해당 기관이 실질적으로 수행하는 기능에 따라 결정되어야 한다는 것이다.
공수처는 입법부, 행정부, 사법부 등의 통제를 받기 때문에 권력분립에 반하지 않으며 고위공직자의 권력형 범죄는 부정적 파급 효과가 크므로 고위공직자를 그 가족이나 퇴직자를 수사 대상으로 삼는 것이 불합리한 차별로 볼 수 없다는 것이 헌재의 입장이다. 「대한민국헌법」에 규정된 검사의 영장신청권은 국가기관인 검사가 가지는 것이므로 검찰청 소속이 아닌 것이 문제되지 않는다고도 판시했다.

## 역사

2020년부터 2022년까지 사용된 고위공직자범죄수사처 로고

1996년 참여연대는 부패방지법 입법청원을 하면서 고위공직자비리조사처 신설안에서 처음 제시된 공수처는 당시 야당인 새정치국민회의의 부패방지법(류재건 의원 대표 발의)에 담겨 국회에 상정됐다. 이 법안의 제7장에서 공수처에 관한 14개 조문을 두었다. 한편, 1997년 대선에서 승리한 김대중은 1999년 대검찰청 중앙수사부를 개편하여 공직비리수사처를 신설하고자 했다. 하지만 검찰이 공수처를 설치할 시 부정부패를 공정히 수사할 수 없을 것 같다고 반발하자 1998년 12월 10일 대표 발의한 류재건 등에 의해 철회됐으며 2001년 제정된 부패방지법에도 결국 공수처 설치에 관한 조항은 제외되었다. 이후 2002년 대선에서 각각 여당과 야당의 후보였던 노무현과 이회창이 함께 공수처를 공약하였으며 이에 국회에서도 2002년 신기남안, 2004년 정부안을 내놨지만 당시 송광수 검찰총장이 "검찰의 권한 약화를 노린 것", "차라리 내 목을 먼저 쳐라"라는 의혹을 제기해 또 무산되었다.
2008년 이명박 정부가 출범하면서 여당이 된 한나라당과 정부는 상설특검을 도입하는 것으로 공수처를 대체하고자 했다. 하지만 정권 실세로 꼽히던 이재오 권익위 위원장이 고위공무원에 대한 청렴도 검증 강화 필요성을 언급하면서 공수처와 유사한 기능을 가진 기구의 신설을 언급하고 진수희 여의도연구소장도 검찰 권한을 통제·견제하기 위해 공수처 설립과 더불어 검찰 기소에 대한 민간의 사후 통제 방안을 검토해야 한다고 주장했다. 국회에서도 공수처 설립을 추진하며 2010년 양승조안·이정희안·김동철안, 2011년 주성영안·박영선안, 2012년 김동철안·양승조안·이상규안·이재오안, 2016년 노회찬안·박범계안·양승조안 등 연이어 발의됐으나 결국 어느 하나도 국회를 통과하지 못했다. 이명박 정부도 공수처 설치에 사실상 반대하면서 상설특검제를 도입하겠다고 밝혔지만 이 또한 무위로 그쳤다.
박근혜 정부는 출범 이후 '권력의 시녀', '정치 검찰의 온상'이라는 비판을 받는 대검 중수부를 2013년 4월 폐지하고 2014년에는 국회에서 상설특검과 특별감찰관에 대한 법률안이 통과되었다. 하지만 여전히 특검 설치를 위해 국회에서 1/2 이상의 동의를 얻도록 하여 사실상 상설이 아니게 만들었으며 특별감찰관의 감찰 대상도 한정되고 대통령이 인사권을 행사하게 하는 등 비판 요소가 많았다. 정권 말기인 2016년 진경준 게이트, 정운호 게이트, 우병우 의혹 등이 연이어 터져 나오자 야당인 더불어민주당과 국민의당은 검찰 및 고위공직자의 부패와 비리를 근절하기 위한 공수처 신설 법안 발의에 합의했으며 중수부가 폐지됐지만 서울중앙지검이 정치 검찰 논란에 휘말리고 특별감찰관도 감찰권만 가질뿐 수사권과 기소권이 없어 한계가 뚜렷한 상황 속에서 여당 내 비박계도 일부 공수처 설치에 찬성하기에 이르렀다.
2017년 3월 박근혜 대통령 탄핵으로 실시된 조기 대선에서 주요 후보였던 5명 중 문재인, 안철수, 유승민, 심상정은 공수처 설치에 찬성했으며 검사 출신인 홍준표만이 공수처 설치에 반대 목소리를 냈다. 대선 직후 출범한 문재인 정부의 초대 민정수석비서관으로 임명된 조국은 5월 11일 "고위공직자범죄수사처는 노무현 때부터 시작된 일이고 당선된 문재인의 공약이자 본인의 소신이며, 고위공직자범죄수사처 신설은 민정수석의 권한이 아니라 국회의 협조가 필요한 사항이다"라고 말했다.
더불어민주당, 바른미래당, 민주평화당, 정의당 등 여야 4당은 2019년 3월 15일 박근혜 정부 때 대한민국 중앙선거관리위원회가 제안한 정당득표율을 전체 의석의 50%에 우선 연동하는 '준연동형 비례대표제'를 도입하는 것을 주요 내용으로 하는 공직선거법 개편안에 전격 합의하면서 검경수사권 조정법안과 함께 공수처 설치법안을 패스트 트랙에 올리기로 합의했다. 자유한국당은 이에 대해 기소권과 수사권을 모두 가진 검찰을 비판하면서 제2의 검찰인 공수처를 만들자는 건 자기모순이라며 강하게 반발했다. 한편 민주당은 검찰을 견제하고 고위공직자 범죄를 제대로 수사할 필요성이 있다며 공수처 설치의 당위성을 강조했다. 또 민주당은 "1998년 이회창 전 한나라당 총재는 공수처의 필요성을 말했고, 2004년에는 한나라당 총선 공약이었으며, 2012년에는 이재오 전 새누리당 의원이 관련법을 발의한 적도 있다"라며 자유한국당이 억지 주장을 펼친다고 주장했고 자유한국당은 "이 전 총재가 말한 건 이름만 공수처법이지 실제로는 특별검사제다. 내용이 다르다. 지금 민주당이 20년 전 얘기를 하는 건 창피한 일이다"라고 반박했다.
인사권을 사실상 대통령이 행사한다는 점에서 독립성이 보장되지 않는다는 논란이 있자 공수처의 독립성을 보장하기 위해 12월 30일 윤소하 정의당 원내대표가 수정안을 대표발의했다. 이 안이 국회 본회의에 회부되자 자유한국당은 무기명 투표를 요구했지만 받아들여지지 않았고 결국 자유한국당 의원들이 투표 절차의 불공정함을 이유로 전원 퇴장한 뒤 민주당과 군소정당으로 구성된 4+1 협의체의 주도 하에 전자투표 방식으로 표결하여 통과시키고 법안을 정부에 송부하였다. 이후 2020년 1월 7일 대통령 주재로 열린 국무회의에서 공직선거법 개정안과 함께 심의, 의결하고 14일 법안을 공포하였다.
6개월이 경과한 뒤에 시행한다는 법률안 부칙에 따라 7월에 공수처가 출범했지만 국민의힘이 처장 추천에 협조하지 않자 민주당은 야당 추천권을 삭제한 법률 개정을 추진했고 국민의힘은 특별감찰관 추천을 먼저 하라고 반박했다. 결국 민주당, 열린민주당의 주도 하에 「공수처법」 수정안이 통과되었고 이후 초대 처장 후보로 판사 출신의 김진욱과 검찰 출신의 이건리로 좁혀졌다.
12월 30일 문재인은 김진욱을 초대 공수처장 최종 후보로 지명하였고, 2021년 1월 19일 인사청문회를 거쳐 21일 정식 임명하였다. 이로써 공수처도 본격적인 임무를 시작했다.

### 주요사건

#### 수사
- 전(前) 서울시공무원에 대한 공소권 남용 수사
  - 고위공직자범죄 수사처 수사제3부(부장검사 김선규)는 2022년 11월 29일 화교출신 탈북자이자 전 서울시공무원 유우성을 기소한 검사들의 직권남용권리행사방해 혐의 사건과 관련 해당 검사들에 대하여 불기소 처분하였음.[28]

## 조직
처장은 고위공직자범죄수사처장후보추천위원회를 구성하여 추천위원회가 2명을 추천하고 대통령이 그 중 1명을 지명한 후 인사청문회를 거쳐 임명한다. 추천위원회는 법무부 장관, 법원행정처장, 대한변호사협회장, 여당과 야당이 각각 추천하는 4명 등 7명으로 구성한다. 차장은 처장의 제청으로 대통령이 임명한다. 처장과 차장 모두 임기는 3년이고 중임할 수 없으나 처장의 정년은 65세, 차장의 정년은 63세다.
처장과 차장을 제외한 검사의 인사 등을 담당하기 위해 인사위원회를 둔다. 인사위원회는 처장과 차장이 당연직으로 참여하며 그 외에 처장이 위촉한 사람 1명, 여당과 야당이 각각 추천하는 4명 등 7명으로 구성한다. 인사위원회는 7년 이상 변호사의 자격이 있는 사람 중에서 검사를 추천하며 대통령이 임명한다. 이때 검사로 근무한 사람은 전체 공수처 검사 정원의 절반 미만으로 해야 한다. 검사의 임기는 3년이며 3회까지 연임이 가능하고 정년은 63세다.
사법경찰관의 직무를 수행하는 수사관은 일반직공무원으로 보하며 40명 이내로 한다. 임기는 6년이며 연임이 가능하고 정년은 60세다. 그 밖에 행정사무를 처리하기 위해 20명 이내의 직원을 둘 수 있다.
공수처에 수사과ㆍ수사1부ㆍ수사2부ㆍ수사3부ㆍ공소부를 두며 처장 밑에 대변인실ㆍ인권감찰관실을, 차장 밑에 기획조정관실ㆍ수사기획관실ㆍ인권수사정책관실을 둔다. 기획조정관실 밑에는 기획재정담당관실ㆍ운영지원담당관실ㆍ사건관리담당관실을 둔다. 수사기획관ㆍ인권수사정책관ㆍ수사부장ㆍ공소부장은 모두 검사로 보해야 하며 인권감찰관은 임기제 공무원으로 보할 수 있다.

### 산하 위원회
- 고위공직자범죄수사처 인사위원회

## 정원
고위공직자범죄수사처에 두는 공무원의 정원은 다음과 같다.
| 총계      | 총계              | 85명 |
| --------- | ----------------- | ---- |
| 검사 계   | 검사 계           | 25명 |
|           | 처장              | 1명  |
|           | 차장              | 1명  |
|           | 부장검사          | 7명  |
|           | 검사              | 16명 |
|           |                   |      |
| 수사관 계 | 수사관 계         | 40명 |
|           | 3급 이하 5급 이상 | 19명 |
|           | 6급 이하          | 21명 |
|           |                   |      |
| 일반직 계 | 일반직 계         | 20명 |
|           | 고위공무원단      | 2명  |
|           | 3급 이하 5급 이상 | 9명  |
|           | 6급 이하          | 8명  |
|           | 전문경력관        | 1명  |

## 재정
총지출 기준 2023년 재정 규모는 다음과 같다.
| 구분     | 구분         | 세출예산         | 작년 대비 증감 |
| -------- | ------------ | ---------------- | -------------- |
| 일반회계 | 법무 및 검찰 | 176억 8,300만 원 | -11.58%        |
|          |              |                  |                |
| 합계     | 합계         | 176억 8,300만 원 | -11.58%        |

## 논란
처장의 임기나 국회 출석 및 보고 의무 등이 법에 규정되어 있지만 독립성을 보장하기에 불충분하단 의견이 있다. 직무수행 과정에서의 독립성이 보장되어 있지 않기 때문이다. 고위공직자 관련 범죄를 공수처가 독점하는 점에 대해서도 우려의 목소리가 있다.
「공수처법」 제24조는 공수처가 수사하도록 규정된 사건은 공수처에 통보하고 사건을 이첩할 것을 규정하고 있는데 이에 대해 이첩을 자의적으로 행사할 우려가 있고 통보에 대한 명확한 기준이 없다는 문제가 있다. 친정권 성향 공수처 검사들이 사건을 이첩받은 뒤 제대로 수사하지 않고 오히려 덮으려는 의혹도 있었다.
출범하고 1년이 지나도록 구속·기소 0건이라는 초라한 성적표를 남기면서 수사 역량도 문제시되었다. 제1야당의 대선 후보 윤석열이 연루된 고발 사주 의혹은 핵심 피의자 손준성에 대한 구속 영장이 두 차례나 기각당해 수사 동력을 잃는 등 "아마추어"에 가까운 모습을 보였다. 검사 정원이 23명인데 채용 기준에 미달하는 지원자가 많아 출범 직후에는 13명으로 수사를 시작하기도 했다.

### 통신자료 조회 적정성 문제
2021년 TV조선을 비롯해 일부 언론사 기자와 그 가족들에 대해 통신자료를 조회했단 의혹이 불거졌다. 이성윤 서울고검장의 수사 외압 의혹을 조사하면서 관용차를 제공받는 등 '황제 조사'를 받았다는 의혹이 TV조선에 의해 보도되자 시작된 사찰이 수사 대상 공직자와 통화한 일이 없는 이들에 대해서까지 확대된 것이다.
5월부터 11월 사이에만 최소 111명의 기자를 대상으로 210건의 통신자료를 조회했으며 일부 기자들에 대해서는 법원의 영장이 필요한 통신시설확인자료까지 조회한 사실도 드러났다. 제1야당이던 국민의힘 대선 후보 캠프에 소속된 의원 7명도 통신자료를 조회당했다.
2022년에는 국민의힘 소속 의원 105명 중 88명이 통신자료를 조회당했다는 주장이 나왔다. 윤석열은 "게슈타포나 할 일을 하고 있다"라며 강력하게 비판하며 "지금까지 드러난 것만으로도 공수처는 이미 수사 대상으로 전락했다"라고 말했다. 국회는 공수처에 통신자료 수집 건수를 공개할 것을 요구했지만 공수처는 검찰의 비협조로 형사사법정보시스템이 구축되지 않아 제출할 수 있는 통계가 없다며 이를 거절하는 일이 발생하기도 했다. 조수진 국민의힘 의원은 "인력 부족 및 여건상 어려움을 호소하면서도 야당과 민간인 통신 자료 수집은 파악도 못 할 정도로 했다"라며 비판했다.
한국형사소송법학회원 24명이나 윤석열·한동훈 검사장 인터넷 팬카페 회원 6명 등 민간인을 대상으로도 통신 정보를 무분별하게 캤다는 의혹이 나왔다. 기소 한 건도 제대로 하지 않았으면서 비례의 원칙을 무시할 정도로 지나치게 광범위한 통신자료를 조회한 것은 많은 논란을 낳지 않을 수 없었다. 또한 수사 대상이 고위공직자로 한정된 공수처의 수사 대상 범위에 해당하지도 않는 민간인을 사찰한 셈이 되어서 공수처가 많은 비판을 받았다.

#### 감사 결과
2022년 1월 3일 고위공직자범죄수사처는 ‘통신자료 조회 제도개선 T/F’를 구성한 후 내부점검을 실시한 결과, 동일인에 대한 중복 조회, 단체대화방 다수 참여자들에 대한 통신자료 조회, 통신자료 조회가 과도하였는지 점검할 수 있는 컨트롤타워 부재 등의 문제점이 확인되었다. 이에 대해 공수처는 2022년 4월 1일 ① 인권수사정책관을 ‘통신자료조회 심사관’으로 지정하여 통신자료 조회의 사전․사후 통제, ② 통신자료 조회 기준 마련 및 건수별 위임․전결 승인 권한 상향, ③ 통신자료 조회 대상 선별 분석 프로그램 도입, ④‘통신자료 조회 점검 지침’(예규) 제정 등의 개선방안을 마련하여 자체 제도 개선을 시행하였다.
이후 감사원은 고위공직자범죄수사처 인권감찰관실에 통신자료 조회의 적정성에 대해 자체점검을 실시하도록 하고, 점검결과를 감사원에 제출하면 감사원에서 그 결과의 적정성을 검토하기로 하였다.
고위공직자범죄수사처는 2021년 출범 후 2022년 상반기까지 전기통신사업자로부터 통신자료(전화번호 수) 총 6,488개를 제공받았는데, 같은 기간 전기통신사업자가 검찰청, 경찰청 등의 통신자료 조회 요청에 따라 제공한 통신자료는 총 7,153,974개로 고위공직자범죄수사처가 제공받은 통신자료는 전기통신사업자가 수사기관에 제공한 통신자료 전체의 0.09% 수준인 것으로 나타났다.
고위공직자범죄수사처는 2021년 1월 21일부터 2022년 8월 31일 사이에 통신자료 제공을 요청하여 제공받은 전화번호 6,488개 중 수사․재판 중이거나 검찰청 등에 이첩된 사건을 제외한 전화번호 1,896개(29.2%)를 대상으로 ① 위임․전결권 행사의 적정 여부, ② 통신사실 확인자료로 취득한 전화번호 수와 통신자료 제공을 요청한 전화번호 수 차이의 적정성(비례원칙) 등에 대해 자체점검을 실시하였다.
2023년 2월 24일 고위공직자범죄수사처는 ① ｢전기통신사업법｣ 제83조 제3항 및 같은 법 시행령 제53조 제5항에 따른 위임․전결권 행사와 관련하여 ｢직무대리규정｣ 제5조 등에 따라 통신자료 제공요청을 수사과장(공석) 직무대리자(검찰수사관 5급) 및 수사과장 직무대리 대결(직무대리자 휴가)로 하였는바, 위임․전결권 행사가 적법하고, ② 비례원칙 준수 여부와 관련하여 법원 영장에 따른 통신사실 확인자료 제공요청으로 취득한 전화번호 1,896개 중 수사의 긴급성, 효율성 등을 고려하여 1,190개에 대해서 통신자료 제공을 요청(실제 1,146개를 회신받음)한 것으로 비례원칙을 준수하였다는 내용의 자체점검 결과를 감사원에 통보하였다.
결과를 통보받은 감사원은 고위공직자범죄수사처에서 자체점검한 통신자료 제공을 요청한 1,190개 중 316개 (26.6%=316개/1,190개×10 )를 표본으로 정하여 자체점검의 적정성에 대해 검토하였다.
검토결과, 통신자료 제공요청 시 위임․전결권을 위반한 사실을 발견할 수 없었고, 비례원칙과 관련하여 ① 수사의 긴급성, 효율성 등을 고려하여 통신사실 확인자료 제공요청으로 취득한 전화번호 중 일부에 대해서만 통신자료 제공을 요청한 점, ② 통신자료 제공을 요청한 1,190개의 전화번호는 법원의 영장을 통해 통신사실 확인자료를 제공받은 것이고 임의로 다른 전화번호에 대해 통신자료 제공을 요청한 사실이 없는 등 비례원칙을 위반한 사실을 발견할 수 없었다.

## 같이 보기
- 고위공직자범죄수사처장
- 고위공직자범죄수사처 차장
- 2013년 대한민국 고위층 성접대 사건
- 대한민국 검찰청
- 대한민국 국민권익위원회
- 대한민국 감사원
- 대한민국 국가인권위원회
- 국가수사본부
- 중대범죄수사청
- 중대비리수사청

### 내용주
1. ↑  고위공직자의 범위는 대통령, 국회의장·국회의원, 대법원장·대법관, 헌법재판소장·헌법재판관, 국무총리·국무총리비서실 소속 정무직공무원, 중앙선거관리위원회 소속 정무직공무원, 중앙행정기관 소속 정무직공무원, 대통령비서실·국가안보실·대통령경호처·국가정보원 소속 3급 이상 공무원, 국회사무처·국회도서관·국회예산정책처·국회입법조사처 소속 정무직공무원, 대법원장비서실·사법정책연구원·법원공무원교육원·헌법재판소사무처 소속 정무직공무원, 검찰총장, 특별시장·광역시장·특별자치시장·도지사·특별자치도지사·교육감, 판사·검사, 경무관 이상 경찰공무원, 장성급 장교, 금융감독원 원장·부원장·감사, 감사원·국세청·공정거래위원회·금융위원회 소속 3급 이상 공무원까지다.
2. ↑  가족의 범위는 배우자와 직계존비속까지다. 다만, 대통령에 한해 그 범위를 배우자와 4촌 이내 친족으로 한다.
3. ↑  직무유기, 직권남용, 불법체포·감금, 폭행·가혹행위, 피의사실공표, 공무상 비밀의 누설, 선거방해, 수뢰·사전수뢰, 제삼자뇌물제공, 수뢰후부정처사·사후수뢰, 알선수뢰, 뇌물공여와 직무와 관련되는 공용서류 등의 무효·공용물의 파괴, 공문서 등의 위조·변조, 허위 공문서 작성, 공무소 전자기록 위작·변작, 위조 등 공문서의 행사, 횡령·배임, 업무상 횡령·배임, 배임수증재(횡령·배임, 업무상 횡령·배임, 배임수증재는 미수범을 포함한다)에 한한다.
4. ↑  알선수재에 한한다.
5. ↑  공무원이 취급하는 사건 또는 사무에 관해 청탁·알선을 명목으로 금품·향응·기타 이익을 받거나 약속한 자 또는 제3자에게 이를 공여하거나 할 것을 약속한 자에 대한 벌칙에 한한다.
6. ↑  정치자금부정수수죄에 한한다.
7. ↑  정치 관여죄와 직권남용죄에 한한다.
8. ↑  위증 등의 죄에 한한다.

### 참조주
1. 1 2  「고위공직자범죄수사처 직제」 별표 1·별표 2·별표 3
2. 1 2  기획재정부. “열린재정 > 재정연구분석 > 재정분석통계 > 세목 예산편성현황(총지출)”. 《열린재정》. 2023년 1월 27일에 확인함.
3. 1 2 3 4 5 6 7 8  감사원 (2023년 7월 13일). 고위공직자범죄수사처, 대검찰청 등 4개 기관 정기감사 (보고서). 감사원.
4. ↑  대한민국 법률 (2020년 1월 14일). “고위공직자범죄수사처설치및운영에관한법률”. 2023년 7월 24일에 확인함.
5. ↑  "5. 나. (1) (다) 8)  … 이상의 사정들을 종합하면, 수사처는 행정업무를 수행하면서도 입법부·행정부·사법부 어디에도 속하지 않는 기관이 아니라 그 관할권의 범위가 전국에 미치는 행정부 소속의 중앙행정기관으로 보는 것이 타당하다. (라) 1) … 수사처가 중앙행정기관임에도 불구하고 대통령을 비롯하여 기존의 행정조직에 소속되지 않고 이들로부터 구체적인 지휘·감독을 받지 않는 형태로 설치된 것은 수사처 업무의 특수성에서 기인한 것이다. …" “헌법재판소 2021. 1. 28. 선고 2020헌마264 결정”.
6. ↑  민경락; 최재서 (2021년 1월 28일). “헌재 "공수처법 합헌…공수처는 행정부 소속"”. 《연합뉴스》 (서울). 2022년 5월 7일에 확인함.
7. ↑  "5. 나. (1) (다) 4) … 중앙행정기관이란 ‘국가의 행정사무를 담당하기 위하여 설치된 행정기관으로서 그 관할권의 범위가 전국에 미치는 행정기관’을 말하는데(행정기관의 조직과 정원에 관한 통칙 제2조 제1호), 어떤 행정기관이 중앙행정기관에 해당하는지 여부는 기관 설치의 형식이 아니라 해당 기관이 실질적으로 수행하는 기능에 따라 결정되어야 한다. 또한 정부조직법은 국가행정기관의 설치와 조직에 관한 일반법으로서 공수처법보다 상위의 법이라 할 수 없고, 정부조직법의 2020. 6. 9.자 개정도 정부조직 관리의 통일성을 확보하고 정부 구성에 대한 국민의 알 권리를 보장하기 위하여 중앙행정기관을 명시하는 일반원칙을 규정하기 위한 것으로 볼 수 있다. 따라서 개정된 정부조직법 제2조 제2항을 들어 정부조직법에서 정하지 않은 중앙행정기관을 다른 법률로 설치하는 것이 헌법상 금지된다고 보기는 어렵다. …"“위 헌법재판소 2020헌마264 결정, 다른 곳”.
8. ↑  이세현 (2021년 1월 28일). “공수처법 합헌…"권력분립 위반, 평등권 침해 아니다"(종합2보)”. 《뉴스1》 (서울). 2022년 5월 7일에 확인함.
9. ↑  옥철 (1999년 3월 25일). “`공직비리수사처' 신설-특수수사 판도변화 예고”. 《연합뉴스》 (서울). 2022년 5월 7일에 확인함.
10. ↑  고웅석 (2004년 6월 14일). “"중수부 폐지는 검찰 무력화 의도"<宋총장>(종합)”. 《연합뉴스》 (서울). 2022년 5월 7일에 확인함.
11. ↑  여한구 (2005년 2월 4일). “[법으로본세상]'독립'의 가시방석, 검찰총장”. 《머니투데이》. 2022년 5월 7일에 확인함.
12. ↑  박진우 (2008년 5월 2일). “[17대 마지막 국회 쟁점법안] ⑥ 공수처법”. 《세계일보》. 2022년 5월 7일에 확인함.
13. ↑  이동구; 임주형 (2009년 10월 12일). ““부패한 공무원은 고위직에 못 오르도록 해야””. 《서울신문》. 2022년 5월 7일에 확인함.
14. ↑  장관순 (2010년 5월 6일). “한나라 여의도硏 ‘공수처’ 주도적 추진”. 《경향신문》. 2022년 5월 7일에 확인함.
15. 1 2  정시행 (2017년 5월 11일). “조국 "고위공직자비리수사처 신설은 文대통령 공약이자 내 소신…검찰 막강한 권력 엄정하게 사용했는지 의문 있다"”. 《조선일보》. 2018년 2월 28일에 원본 문서에서 보존된 문서. 2017년 5월 12일에 확인함.
16. ↑  최지용; 이경태 (2014년 2월 28일). “'누더기 논란' 상설특검·특별감찰관법 겨우 통과”. 《오마이뉴스》. 2022년 5월 7일에 확인함.
17. ↑  조규희 (2016년 7월 19일). “2野 '공수처' 신설 공동 추진 합의…검찰개혁 논의 주목”. 《뉴스1》 (서울). 2022년 5월 7일에 확인함.
18. ↑  정제혁 (2016년 7월 20일). ““지금이 검찰 개혁 골든타임”…여당 비박도 ‘공수처 신설 찬성’”. 《경향신문》. 2022년 5월 7일에 확인함.
19. ↑  임기창 (2017년 4월 10일). “대선마다 반복된 '수사권 조정' 공약…19대에는 과연?”. 《연합뉴스》 (서울). 2022년 5월 7일에 확인함.
20. ↑  김남권 (2019년 4월 30일). “선거제·공수처·수사권조정 패스트트랙 태웠다…한국당 반발”. 《연합뉴스》 (서울). 2022년 5월 7일에 확인함.
21. ↑  강윤혁; 이근홍; 손지은 (2019년 10월 23일). “공수처법안 둘러싼 민주·한국당 입장”. 《서울신문》. 2022년 5월 7일에 확인함.
22. ↑  이한승 (2019년 10월 21일). “법사위 공방…"공수처 반드시 설치" vs "MB·박근혜 수사 사과"”. 《연합뉴스》 (서울). 2022년 5월 7일에 확인함.
23. ↑  최형진 (2019년 10월 16일). “[오뉴스] 검찰개혁 열쇠될 공수처, 독립성 보장이 중요!”. 《YTN》. 2022년 5월 7일에 확인함.
24. ↑  김원철 (2019년 12월 30일). “검찰 기소독점, 65년만에 깨졌다”. 《한겨레》. 2019년 12월 31일에 확인함.
25. ↑  박상기; 이슬비 (2020년 10월 9일). “경제3법 이어 공수처… 총대 멘 이낙연”. 《조선일보》. 2022년 5월 7일에 확인함.
26. ↑  김정인 (2021년 1월 21일). “고위공직자범죄수사처 오늘 공식 출범”. 《MBC》. 2021년 1월 21일에 확인함.
27. ↑  “문대통령, 김진욱 초대 공수처장 임명”. 《연합뉴스TV》. 2021년 1월 21일. 2021년 1월 21일에 확인함.
28. ↑  “보도자료: 전(前) 서울시공무원에 대한 공소권 남용 수사결과”. 《보도자료: 전(前) 서울시공무원에 대한 공소권 남용 수사결과》. 2022년 11월 29일. 2023년 7월 24일에 확인함. 이름 목록에서 |이름1=이(가) 있지만 |성1=이(가) 없음 (도움말)
29. ↑  강희철 (2017년 9월 7일). “공수처는 결국 ‘대통령의 칼’이 되지 않을까?”. 《한겨레》. 2019년 12월 31일에 확인함.
30. ↑  김현우; 김병관; 박진영; 배민영; 이동수; 박미영 (2022년 3월 31일). “인수위 “국민 신뢰 바닥” 지적하자… 공수처 “견제 장치 마련””. 《세계일보》. 2022년 5월 7일에 확인함.
31. ↑  허진무 (2022년 1월 6일). “공수처 1년, 구속·기소 ‘0건’…실력으로 존재 가치 입증해야”. 《경향신문》. 2022년 5월 7일에 확인함.
32. ↑  이경원; 구승은 (2021년 12월 22일). “공수처, 기자 가족 통신자료 열어봐… 특정 언론인 타깃 정황”. 《국민일보》. 2022년 5월 7일에 확인함.
33. ↑  김민중; 김수민 (2021년 12월 23일). “공수처, 기자만 110명 털었다…檢 “비판 보도 기자 사찰 위법””. 《중앙일보》. 2022년 5월 7일에 확인함.
34. ↑  김명일 (2022년 1월 3일). “공수처, 국민의힘 의원 105명 중 88명 통신조회했다”. 《조선일보》. 2022년 5월 7일에 확인함.
35. ↑  변문우 (2022년 1월 14일). “공수처, ‘통신조회 건수’ 확인 요청에 “제출 불가””. 《시사저널》. 2022년 5월 7일에 확인함.
36. ↑  정용환 (2022년 2월 2일). “뭐가 잘못이냐고? 세 문제만 풀면 안다, 공수처 통신사찰 [퀴즈]”. 《중앙일보》. 2022년 5월 7일에 확인함.